# 富克勒伊
富克勒伊（法語：Fouquereuil，法語發音：[fukʁœj]）是法国上法蘭西大區加来海峡省的一个市镇，属于贝蒂讷区。

## 地理
富克勒伊（50°31'8"N, 2°36'4"E）面积2.01 平方千米，位于法国上法蘭西大區加来海峡省，该省份为法国北部沿海省份，西北濒北海，南至索姆省，东临北部省。
与富克勒伊接壤的市镇（或旧市镇、城区）包括：阿讷赞、拉伯夫里耶尔、贝蒂讷、富基耶尔莱贝蒂讷、戈奈。
富克勒伊的时区为UTC+01:00、UTC+02:00（夏令时）。

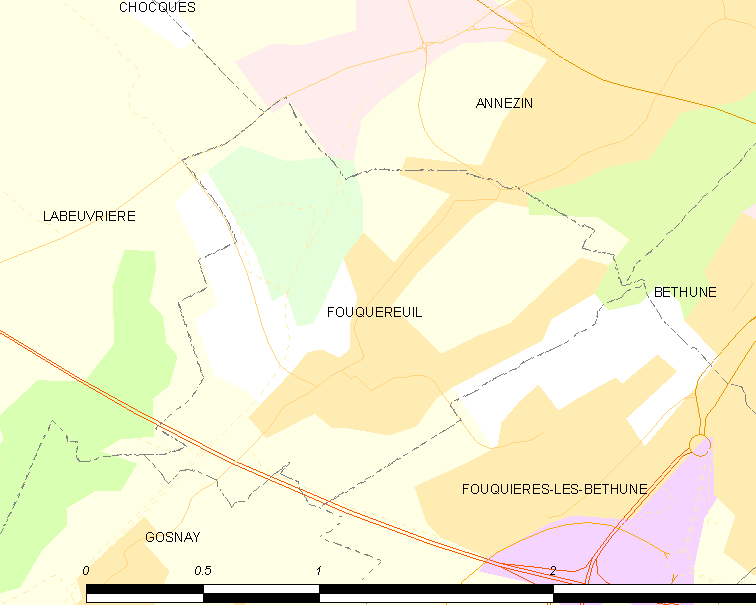
富克勒伊的OSM定位图

## 行政
富克勒伊的邮政编码为62232，INSEE市镇编码为62349。

## 政治
富克勒伊所属的省级选区为讷莱米讷县。

## 人口

1962-2008年间富克勒伊人口变化图示

富克勒伊于2022年1月1日时的人口数量为1630人。